# Parseierspitze
Parseierspitze (3036 m n. m.) je nejvyšší hora Lechtalských Alp a také celých Severních vápencových Alp. Nachází se na území okresu Landeck v rakouské spolkové zemi Tyrolsko asi 8 km západně od centra okresu. Jedná se o jedinou třítisícovku v pohoří. Jako první vystoupili na vrchol v roce 1869 Joseph Anton Specht a Peter Siess. 
Horu lze zdolat buď od chaty Augsburger Hütte (2289 m) nebo od chaty Memminger Hütte (2242 m).